# En avant la musique (film 1907)
En avant la musique è un cortometraggio muto del 1907 diretto da Segundo de Chomón.

## Trama
L'ordine è impartito da una signora in tenuta coloniale alla testa di un gruppo di cinque musicisti che conduce verso un enorme pentagramma dove ognuno diventa una nota musicale.

## Produzione
Il film fu prodotto dalla Pathé Frères.

## Distribuzione
Distribuito dalla Pathé Frères, il film - un cortometraggio di tre minuti - uscì nelle sale francesi nel 1907. La Pathé lo distribuì anche negli Stati Uniti, dove venne importato e presentato il 14 dicembre 1907 con il titolo inglese Music, Forward!